# 超生命ヴァイトン
『超生命ヴァイトン』（ちょうせいめいヴァイトン、英: Sinister Barrier）は、イギリスの作家エリック・フランク・ラッセルによるサイエンス・フィクション。1939年、アンノウン誌に掲載され、1943年にワールズ・ワーク社より出版された。ラッセルは1948年に初めてアメリカでファンタジー・プレス社から出版された際に加筆改訂した。その後のほとんどの版はファンタジー・プレス版に基づいている。

## 基本設定
ラッセルはチャールズ・フォートのアイデアを使用した。フォートは作品内に見られる自身の発見の多くを含め、「科学のピーター・パンのようなもの」と表現した。特に人間は自分たちが見ることができない領域に住む、より高度に進化した存在の所有物であるというアイデアを用いた。それらの目に見えない存在は実体が無くエネルギーで出来ており、ラッセルはそれらを球電に例えた。如何にして、そのような存在に対抗できるか？ が物語の骨子である。

## ストーリー
2015年5月17日、スウェーデンのペーデル・ビヨルンセン教授は、「搾乳に反抗する最初の牛には迅速な死が待っている」と言い残して心臓発作で死亡した。代理店が資金を提供した2人の科学者の死を調査するビル・グラハムは、互いに交流のあった数十人の科学者が、心臓発作または自殺によって死亡していたことを知る。グラハムは警察官アルト・ウォールの助けを借りて、グループ内の他の科学者を探し出し、彼らも死にかけていることを知った。最終的にグラハムは現在起こっていることを説明できる科学者に出会う。
ビヨルンセン教授は人間の視界を遠赤外線域にまで広げる方法を発見し、獲得した新しい視界によって、薄い青色に見える直径1メートルほどの球体が世界に満ちていることを発見した。彼は球体に<ヴァイトン>と名付け、それらは感覚が優れ、軽度のテレパシーを持っており十分に近づけば人々の心を読むこともできること、また人間の感情の電気化学的エネルギーを餌にする生命体であることを知った。ヴァイトンたちは人類が彼らの存在を知るのを防ぐため、科学者たちに致命的な心臓発作を起こさせ殺していたのである。
ビヨルンセン教授の知識は、世界中に急速に広まっていった。ヴァイトンは、全面的な世界戦争を誘発することによってこれに抵抗する。彼らは "家畜"のコントロールを取り戻すため、全世界で大っぴらな摂食行動を開始した。
ある時、病院を訪れたグラハムとウォールは、ヴァイトンが短波のラジオ電波を放出する装置から逃げ出していることを発見した。
この情報を元に、世界中の研究者たちがヴァイトンを殺す無線電波を見つけるため奮闘した。グラハムもまたヴァイトンがターゲットとする人々から、その手がかりを探し続けていた。
最後に必要な情報が得られたことで対空砲に似た光線銃が製作され、テストが開始された。グラハムは光線銃で数十のヴァイトンを破壊するが、ヴァイトンの反撃にあって光線銃は破壊され重傷を負う。しかし光線銃に関する情報は世界中に広く配布され、より多くの銃が製造され使用された。ヴァイトンが破壊されるのを見て、人々は冷静になり戦争は終わりを告げる。完全な浄化のためには大きな混乱とヴァイトンの抵抗があったが、人類が勝利すると思われた。

## タイトル
1966年のペーパーバック版の63ページで、ラッセルは登場人物の1人に以下の様に語らせている。（原題は「不吉な障壁」の意）
電磁振動のスケールは60オクターブに及び、人間の目は1オクターブしか見ることができません。私たちの貧弱な視界の限界である不吉な障壁の外で、揺りかごから墓場まで他の寄生虫と同じくらい冷酷に人々を捕食しているのは、私たちの悪意のある全能の領主とマスター – 真に地球を所有している生物！

## 評価
フレッチャー・プラットは、ニューヨーク・タイムズ紙に『超生命ヴァイトン』は科学的背景を持たせた、ありきたりな冒険譚であるとして、展開が速すぎて構造の内容を詳しく知ることが出来ないと書いた。アスタウンディングの評論家P・スカイラー・ミラーは、「迫力が最初から最後まで続く、展開の速い冒険譚」と賞賛した。ミラーはラッセルが他のどの著者よりも、チャールズ・フォートのアイデアを効果的に利用したと評した。『Astounding: John W. Campbell, Isaac Asimov, Robert A. Heinlein, L. Ron Hubbard, and the Golden Age of Science Fiction』の著者アレック・ネヴァラ＝リーは「史上最高のSF小説の1つとしてランク付けされるに値する」と述べている。
デイブ・ラングフォードは「ホワイトドワーフ」76号のレビューで、「チャールズ・フォートの奇異な憶測に基づくSF。『我々は所有物だと思う』とフォートは語った。ラッセルはこれを羊の群れのように我々を扱う厄介なエネルギーの獣に翻案し、事実が発覚した結果を記録した。痛々しいほど陳腐ではあるが、コレクターのライブラリには必須である。」と語った。

## 邦訳
- 「超生命ヴァイトン」（ハヤカワ・SF・シリーズ）矢野徹訳、早川書房 1964年 全国書誌番号:64003209
- 「見えない生物バイトン」（世界の科学名作 5）矢野徹訳、カバー絵 依光隆、挿絵 古賀亜十夫、講談社 1965年 全国書誌番号:45030152